# Johann Christoph Röhling

Reise eines Marsbewohners auf die Erde, Titelblatt von 1791.

Johann Christoph Röhling (* 27. April 1757 in Gundernhausen; † 19. Dezember 1813 in Massenheim) war ein deutscher Naturforscher und evangelischer Pfarrer. Sein offizielles botanisches Autorenkürzel lautet Röhl. Er veröffentlichte auch unter dem Pseudonym Johann Wilhelm Joseph Weißenbruch.

## Leben
Er war der Sohn eines Leinenwebers, der bereits eine Reise nach Surinam unternahm. Sein Onkel bekleidete in Gundernhausen die Funktion eines Kirchenseniors. Johann Christoph erlernte zunächst das Handwerk seines Vaters. Daneben interessierte er sich für Naturforschung und fand einige Wohltäter, die ihm den Schulbesuch in Darmstadt und ab 1778 das Studium in Gießen ermöglichten. Danach war er Hauslehrer und Lehrer an einem Waisenhaus in Frankfurt am Main. 1792 wurde er Pfarrer in Braubach, 1800 in Breckenheim und 1802 in Massenheim.
Röhling ist vor allem für seine Flora von Deutschland bekannt und veröffentlichte über Bienen. Sein Sohn ist der Verleger Franz Friedrich Röhling gewesen.

## Ehrungen
Nach ihm benannt ist die Pflanzengattung Roehlingia Dennst. aus der Familie der Rosenapfelgewächse (Dilleniaceae).

## Schriften
- Reise eines Marsbewohners auf die Erde. Zur Zeit der Wahl und Krönung Leopold des Zweiten zum teutschen Kaiser. Auf der Erde (Gebhard), 1791. (Digitalisat der Originalausgabe) (Google Books)
- Versuch einer Universal-Bienengeschichte. Band 1, Eßlinger, Frankfurt 1790 (anonym)(online)
- Abhandlung über Bienenzucht. 1795
- Moosgeschichte Deutschlands. Band 1, Wilmans, Bremen 1800. (online)
- Deutschlands Flora, zum bequemen Gebrauch in tabellarische Form gebracht, nebst erklärender Einleitung in die botanische Kunstsprache, ein Taschenbuch.
  - 1. Auflage, Bremen: Friedrich Wilmans, 1796 (online)
  - 2. Auflage, Frankfurt am Main: Friedrich Wilmans. Erster Teil: Anleitung zur Kenntniß der äussern Theile der Gewächse Deutschlands, 1812; Zweiter Teil: Phanerogamische Gewächse, 1812; Dritter Teil: Kryptogamische Gewächse, 1813
  - 3. Auflage, von Franz Karl Mertens und Wilhelm Daniel Joseph Koch: Röhling's Deutschlands Flora, nach einem veränderten und erweiterten Plane bearbeitet. Frankfurt am Main: Friedrich Wilmans. Erster Band 1823 (online); Zweiter Band 1826 (online); Dritter Band 1831 (online); Vierter Band 1833 (online); Fünfter Band 1839 (online)
- Sesostris, Pharao von Mizraim, eine Geschichte der Urwelt. Wilmans, Bremen 1796. (online Band 1), (Band 2), (Band 3)